# Netjer-achti
Netjer-achti (oft auch nur Achti) war ein Sonnen- und Totengott des Alten Ägypten.

## Belege
Achti trat erstmals unter König (Pharao) Hetepsechemui zu Beginn der 2. Dynastie auf und wurde auch unter seinen direkten Nachfolgern Nebre und Ninetjer verehrt und abgebildet (siehe Redjit). Wolfgang Helck sieht in Netjer-achti eine frühe Form des Sonnengottes Re sowie einen Dynastie-Ahnen des Hetepsechemui.
Ansonsten ist dieser Gott nur äußerst selten bezeugt, er taucht nur wenige Male im Alten Reich und in der Spätzeit innerhalb der Amtsbezeichnung Hem (ein Priestertitel) auf: Hem-Achti („Gottesdiener/Prophet des Achti“). Ein solcher war zum Beispiel der hohe Beamte Chufuseneb.

## Darstellung
Dargestellt wurde er durch die Abbildung eines Waldrapps (Geronticus eremitae), der in der ägyptischen Mythologie für den sogenannten Ach-Vogel stand. Begleitet wurde die Vogeldarstellung von den Hieroglyphen Aa1 und X1 (Gardiner-Liste).